# Marie-Hélène Falcon
Marie Hélène Falcon, née à Montréal en 1942, est une directrice artistique de théâtre et de danse.

## Biographie
Directrice générale et artistique du Festival TransAmériques, elle s'est principalement consacrée à la diffusion de la création théâtrale contemporaine à l'échelle nationale et internationale. Cofondatrice du Festival de Théâtre des Amériques, elle en a été la directrice générale et artistique depuis 1985. Elle fonde Théâtres du monde en 1996 et Nouvelles Scènes en 1997. En mai 2007, le Festival de théâtre des Amériques cède sa place au Festival TransAmériques, le premier festival annuel de création contemporaine en danse et en théâtre au Canada. En 2013, elle quitte ses fonctions après 30 années à la barre de cette organisation. Elle y aura programmé près de 400 spectacles en provenance de 45 pays. 
Marie-Hélène Falcon est fréquemment invitée à participer à des festivals internationaux et à des rencontres de réflexion sur les enjeux de la création contemporaine en danse et en théâtre à travers le monde. 

## Prix et honneurs
- 1998 : Prix Gascon-Thomas
- 2001 : Chevalier de l'Ordre des arts et des lettres
- 2003 : Officière de l'Ordre national du Québec
- 2015 : Prix Denise-Pelletier
- 2015 : Compagne de l'Ordre des arts et des lettres du Québec